# Polycelis nigra
Polycelis nigra es una especie de tricládido planárido que habita en aguas dulces de Europa y África del Norte.
Es la especie tipo del género Polycelis.

## Descripción
Los especímenes adultos de P. nigra llegan a alcanzar los 12 mm de longitud y 2,5 mm grosor. La parte anterior del cuerpo es ligeramente convexa. La cabeza puede tener un aspecto trilobulado. Una línea de múltiples ojos sigue todo el margen del tercio anterior del cuerpo. La superficie dorsal del animal suele presentar un color negro uniforme, aunque también los hay de color marrón. La superficie ventral presenta el mismo color que la dorsal.
El pene es romo y tiene largas espinas. Esta especie nunca presenta adenodáctilos.